# Chrysochlamys allenii
Chrysochlamys allenii är en tvåhjärtbladig växtart som först beskrevs av Bassett Maguire, och fick sitt nu gällande namn av B. E. Hammel. Chrysochlamys allenii ingår i släktet Chrysochlamys och familjen Clusiaceae. Inga underarter finns listade i Catalogue of Life.